# Милош Цветкович
Милош Цветкович е сръбски футболист, защитник. Юноша на Цървена Звезда, от лятото на 2018 г. играе в Левски София. Роден е 6 януари 1990 г. в Белград.

## Успехи
Цървена Звезда
- Шампион на Сърбия (1): 2016